# Graduał opata Mścisława
Graduał opata Mścisława (łac. Graduale de tempore et de sanctis) – średniowieczny graduał z końca XIV w., przechowywany w Bibliotece Narodowej w Warszawie.

## Historia
Inspiratorem powstania graduału był Mścisław, opat klasztoru w Tyńcu (1386–1410), którego wizerunek został umieszczony na karcie kodeksu. Księga została zapisana około 1390. Zdobienia wykonali małopolscy iluminatorzy, być może w samym Tyńcu. W XVI w. została dodana staranna oprawa z deski obciągniętej tłoczoną białą skórą z mosiężnymi okuciami narożnikowymi i plakietą z guzem pośrodku. W 1632 sporządzono indeks (strony 649–655).
Po kasacie zakonu w 1817 rękopis trafił do Biblioteki Uniwersytetu Lwowskiego. W zbiorach Biblioteki Narodowej znalazł się po II wojnie światowej. Obecnie oznaczony jest sygnaturą Rps 12722 V (dawniej Akc. 10810). Od 2024 rękopis jest częścią wystawy stałej w Pałacu Rzeczypospolitej.

## Opis
Księga wykonana jest na pergaminie. Jej wymiary to 56×38 cm. Składa się z 328 kart (656 stron).
Dekoracje zostały wykonane przez dwóch malarzy, a dokończone przez trzeciego. Stylistyka iluminacji jest charakterystyczna dla sztuki Czech i Śląska schyłku XIV wieku. Na zdobienia składa się 11 inicjałów figuralnych oraz floratura marginalna. Zdobienia inicjałów przechodzą w wijące się obficie liście akantu, oplatające całą stronę. W kolorystyce dominują czerwienie, zielenie i błękity.
Notacja muzyczna, użyta w graduale, zalicza się do typu nota quadrata.